# 安东·热布拉克
安东·罗曼诺维奇·热布拉克（1901年12月27日—1965年5月20日）是苏联植物学家、遗传学家和教授。

## 职业生涯
他出生在一个农民家庭。热布拉克于1925年从莫斯科季米里亚泽夫农业科学院获得本科学位，然后在红色教授学院进行为期四年的研究生学习，并于1929年毕业。 红色教授学院由苏联共产党创建，以解决马克思主义教授短缺的问题， 热布拉克是1924年至1929年期间仅有的236名毕业生之一热布拉克获得了洛克菲勒奖学金，于1930-31年在哥伦比亚大学攻读研究生。 
从1935年到1948年，热布拉克担任季米里亚泽夫农业科学院遗传学系主任。在1948-49学年，热布拉克是莫斯科木材工业学院的植物学教授。在1949年，他搬到莫斯科医学科学院的药理学研究所，在那里担任植物学教授，直到1965年去世。 
热布拉克于1928年在研究生期间加入共产党。 随着他在他的职业生涯中不断取得的科学成就，这种党员身份减少了苏联学术界可能遇到的障碍；例如，他在研究生学习的最后一年见证了红色教授学院的69位教授中有62位是共产党员。  1940年任白俄罗斯国家科学院院士（1947年任院长），1945-46年任苏联共产党中央委员会科学部干部。在1996年，尼古拉·克列门佐夫出版了《斯大林主义科学》一书，在书中他引用热布拉克和其他人的话，认为他们找到了绕过甚至利用党的政治制度的方法，创造了比原本允许的更多的学术自由。 这并非没有危险。热布拉克于1947年5月至10月担任白俄罗斯苏维埃社会主义共和国科学院院长，但由于他是二战后不久反世界主義運動所针对的众多科学家之一，因此他被免职。